# Masato Suzuki
Masato Suzuki (Japans: 鈴木優人, Suzuki Masato) (Den Haag, 8 april 1981) is een Japans componist, dirigent, klavecimbelspeler, organist en pianist.

## Levensloop
Suzuki werd geboren in een muzikale familie en kreeg zijn eerste lessen van zijn vader Masaaki Suzuki klavecimbelspeler, organist en dirigent van het "Bach Collegium Japan" en van zijn moeder Tamaki, een bekende zangeres. Hij studeerde compositie aan de Tokyo University of the Arts in Tokio bij Atsutada Otaka en aan het instituut voor oude muziek aan dezelfde universiteit waarin hij bij zijn vader met het masterdiploma en een proefschrift over de Nederlandse calvinisten afstudeerde. Al gedurende zijn studie in Tokio maakte hij ervaring als dirigent van het koor Bach Kantate Club en kreeg belangrijke muzikale impulsen door de pianist Michio Kobayashi. Hij studeerde verder orgel bij Jos van der Kooy aan het Koninklijk Conservatorium in Den Haag, waar hij zijn masterdiploma cum laude behaalde. Van september 2007 studeerde hij aan hetzelfde conservatorium orgelimprovisatie en eveneens een studie voor klavecimbel aan het Conservatorium van Amsterdam bij Bob van Asperen. Hij studeerde verder in masterclasses voor piano, hammerklavier alsook liedbegeleiding bij Konrad Richter, Tomoko Kato, Roger Vignoles, Tohru Kimura, Jakob Stämpfli, Satoru Sunahara en Stanley Hoogland. Verdere verdiepende compositiestudies maakte hij bij Masayuki Nagatomi, Atsutada Otaka en Hiroshi Aoshima alsook privéstudies orkestdirectie bij Yukio Kitahara.
Sinds 2002 is hij voortdurend lid van het Bach Collegium Japan en verzorgt regelmatig als klavecimbelspeler en organist concerten en cd-opnames met dit ensemble. Samen met de Japanse violiste Yukie Yamaguchi richtte hij het "Ensemble Genesis" op, dat optredens zowel met historische alsook moderne instrumenten verzorgt. Van begin aan was hij dirigent van dit ensemble. Als muzikant werd hij uitgenodigd voor diverse festivals zoals het Lake District Zomerfestival (Engeland), het festival voor eigentijdse muziek Miyazaki (Japan) of het Schleswig-Holstein Musikfestival (Duitsland). 
Hij is organist aan de gereformeerde kerk (Grace Reformed United Church) in Tokio alsook aan de Nederlands-Japanse kerk in Amsterdam en aan de Nebokerk Den Haag. Hij deed regelmatig masterclasses voor organisten en kerkmuzikanten in Japan. 
Naast zijn omvangrijke werkzaamheden als muziekuitvoerder is hij eveneens bezig als componist. In 2006 ging zijn voor het ensemble "Setti Voci" geschreven motet Apokalipsis II tijdens het festival Melos Logos in Weimar met succes in première.